# Charlotte Witter
Charlotte Witter, uno dei personaggi che assunse l'identità della Donna Ragno, è un personaggio immaginario dei fumetti, creato da Howard Mackie e dal disegnatore John Byrne, pubblicato negli Stati Uniti d'America dalla Marvel Comics. Esordisce in The Amazing Spider-Man (vol. 2) n. 5.

## Biografia del personaggio
Charlotte Witter era una stilista di moda nipote della sensitiva Madame Web; ebbe rapporti con il Dottor Octopus per degli affari legati al mercato nero il quale, attraverso la manipolazione genetica, la mutò in un ibrido umano - ragno dandole la capacità di assorbire i poteri delle precedenti Donne Ragno in cambio della promessa di uccidere Spider-Man. Si impossesò così dei poteri di Jessica Drew, Julia Carpenter, Mattie Franklin e di Madame Web ma durante una battaglia Mattie Franklin riuscì a riappropriarsi di tutti i suoi poteri, lasciando Charlotte impotente. Dopo che venne sconfitta venne imprigionata e poi finì in coma.

## Storia editoriale
Al personaggio venne dedicata una serie a fumetti, Spider-Woman (vol. 3), edita da luglio 1999 a dicembre 2000.